# Autolaveur
Ne doit pas être confondu avec autolaveuse.
Un autolaveur est une sorte de lave-vaisselle amélioré destiné à laver la verrerie de laboratoire.
Il utilise des détergents spécialement conçus pour neutraliser les produits chimiques.
À la fin de la vaisselle, il fait des cycles de rinçage à l'eau distillée pour ne laisser aucune trace de sels sur la verrerie, puis un cycle de séchage à haute température pour stériliser la vaisselle.

## Fabricants
- Miele